# Guion teatral
Un libreto teatral (también, guión de historia, libreto, guión teatral o cuadernillo) es el conjunto de cartillas, libreta o cuaderno en el que un autor presenta una obra de teatro. Es el que contiene el texto de una obra dramática o un musical, escrita para su puesta en escena y, según los casos, con anotaciones, acotaciones y directrices para actores y otros personajes del elenco teatral. 

## Tipos de libretos teatrales
- Libreto del actor o cuaderno del personaje.
- Libreto del director, guion técnico del director de escena.
- Libreto del apuntador o libro del apuntador, es un tipo de guion técnico.
- Libreto de luces, guion técnico de los iluminadores.
- Libreto de tramoya.
- Libreto de vestuario, para los sastres y ciertos aspectos de la herramienta escenografía.
- Libreto del traspunte o hijuela, libro técnico del traspunte.
- Libreto del utilero o utilería.
- Guion técnico o libro anotado; incluye, además del texto, indicaciones de las salidas y entradas de actores, movimiento de actores en el escenario, pautas de iluminación, utilería, escenografía, vestuario, presupuestos de producción y calendario de ensayos.

## Partes de un guion teatral
Un guion teatral consta de cuatro partes que son:
- Título o tema
- Escenario
- Personajes
- Diálogo
- Acotaciones